# Dacrydium
Genre
Classification phylogénétique
Dacrydium  est un genre d'arbres conifères de la famille des Podocarpaceae, originaire d'Asie du Sud-Est et d'Océanie

## Étymologie
Le nom de Dacrydium vient du grec « dakra », déchirure, par rapport au caractère du bois de cet arbre.

## Synonymes
- Corneria A.E. Bobrov & Melikyan.
- Gaussenia A.V. Bobrov & Melikyan.
- Metadacrydium Baum.-Bod. ex Melikyan & A.V. Bobrov.

## Liste d'espèces
- Dacrydium araucarioides
- Dacrydium balansae
- Dacrydium beccarii
- Dacrydium comosum
- Dacrydium cupressinum
- Dacrydium cornwalliana
- Dacrydium elatum
- Dacrydium ericoides
- Dacrydium gibbsiae
- Dacrydium gracile
- Dacrydium guillauminii
- Dacrydium leptophyllum
- Dacrydium lycopodioides
- Dacrydium magnum
- Dacrydium medium
- Dacrydium nausoriensis
- Dacrydium nidulum
- Dacrydium novo-guineense
- Dacrydium pectinatum
- Dacrydium spathoides
- Dacrydium xanthandrum